# Olszyniec (województwo kujawsko-pomorskie)
Olszyniec – ( niem. Ellerntal) osada w Polsce położona w województwie kujawsko-pomorskim, w powiecie bydgoskim, w gminie Koronowo.
W latach 1975–1998 miejscowość administracyjnie należała do województwa bydgoskiego.